# Holtidő (film)
A Holtidő (eredeti cím: Nick of Time) 1995-ben bemutatott akciófilm John Badham rendezésében. A forgatókönyvet Patrick Sheane Duncan írta. Főszerepben Johnny Depp. 

## Cselekmény
Gene Watson egyszerű könyvelő, aki kislányával épp leszáll egy vonatról a városi pályaudvaron. Nemsokára két elszánt, sötét figura, bizonyos Mr. Smith és Ms. Jones lép akcióba, akik elrabolják a kislányt és az életével zsarolva arra akarják kényszeríteni Watsont, hogy nyílt színen lőjön le egy politikusasszonyt. Az egyszerű kisember ebben az idegtépő helyzetben is megpróbál szembeszállni zsarolóival, és a gyilkosságot megkerülve kiszabadítani lányát.

## Szereplők
| Szereplő        | Színész            | Magyar hang    |
| --------------- | ------------------ | -------------- |
| Gene Watson     | Johnny Depp        | Stohl András   |
| Mr. Smith       | Christopher Walken | Barbinek Péter |
| Huey            | Charles S. Dutton  | Dózsa László   |
| Brendan Grant   | Peter Strauss      | Kovács István  |
| Ms. Jones       | Roma Maffia        | Orosz Helga    |
| Krista Brooks   | Gloria Reuben      | Kéri Kitty     |
| Eleanor Grant   | Marsha Mason       | Szabó Éva      |
| rejtélyes ember | G. D. Spradlin     | Izsóf Vilmos   |
| Lynn Watson     | Courtney Chase     | Szabó Luca     |